# Metadasylobus
Metadasylobus is een geslacht van hooiwagens uit de familie Phalangiidae (Echte hooiwagens).
De wetenschappelijke naam Metadasylobus is voor het eerst geldig gepubliceerd door Roewer in 1911. 

## Soorten
Metadasylobus omvat de volgende 8 soorten:
- Metadasylobus bolei
- Metadasylobus echinifrons
- Metadasylobus fuscoannulatus
- Metadasylobus ibericus
- Metadasylobus instratus
- Metadasylobus macedonicus
- Metadasylobus pristes
- Metadasylobus vorax